# Comuna de Janowiec Wielkopolski
Janowiec Wielkopolski (polaco: Gmina Janowiec Wielkopolski) é uma gminy (comuna) na Polónia, na voivodia de Cujávia-Pomerânia e no condado de Żniński. A sede do condado é a cidade de Janowiec Wielkopolski.
De acordo com os censos de 2004, a comuna tem 9355 habitantes, com uma densidade 71,6 hab/km².

## Área
Estende-se por uma área de 130,74 km², incluindo:
- área agricola: 84%
- área florestal: 5%

## Demografia
Dados de 30 de Junho 2004:
|                      | Total   | Total | Mulheres | Mulheres | Homens  | Homens |
| -------------------- | ------- | ----- | -------- | -------- | ------- | ------ |
|                      | pessoas | %     | pessoas  | %        | pessoas | %      |
| População            | 9355    | 100   | 4740     | 50,7     | 4615    | 49,3   |
| Densidade (pop./km²) | 71,6    | 100   | 36,3     | 36,3     | 35,3    | 35,3   |

De acordo com dados de 2002, o rendimento médio per capita ascendia a 1417,29 zł.

## Subdivisões
- Bielawy, Brudzyń, Chrzanowo, Flantrowo, Gącz, Janowiec-Wieś, Juncewo, Kołdrąb, Laskowo, Miniszewo, Obiecanowo, Ośno, Posługowo, Świątkowo, Tonowo, Wełna, Włoszanowo, Wybranowo, Zrazim, Żerniki, Żużoły.

## Comunas vizinhas
- Damasławek, Mieleszyn, Mieścisko, Rogowo, Żnin